# 中川一史
中川 一史（なかがわ ひとし、1959年8月21日 - ）は、日本の情報教育学者、放送大学教授。

## 略歴
北海道札幌市生まれ。1983年横浜国立大学教育学部卒業（社会科教育）、1991年同大学院教育学研究科修士課程修了、2014年「小学校国語科における映像メディアの理解・表現に関わる指導指標の研究」で関西大学博士（情報学）。1991年横浜市立中川西小学校教諭、1997年横浜市教育委員会情報教育課、1999年10月金沢大学教育学部教育実践総合センター助教授、2007年メディア教育開発センター教授、のち放送大学教授。

## 著書
- 『マックが小学校にやってきて、子どもたちはどうなったのか?』アスキー 1995
- 『教室と子どもたちとインターネット メディアキッズのどたばたレポート』あゆみ出版 1998
- 『ネットワークと教育 学びを拓くインターネット』東洋館出版社 2000
- 『実践的情報教育カイゼン提案』 (ジャストシステム情報教育シリーズ)ジャストシステム 2004

### 共編著・監修
- 『らくらくカンタンパワーアップパソコン授業 一太郎スマイル活用50の実践』編著. ジャストシステム 1999
- 『インターネットで自由研究 お母さんも子どもといっしょに始めよう!』 (教育シリーズ)講師・監修, 山内祐平,渡部昌邦監修, 日本放送協会編. 日本放送出版協会 1999
- 『広がれ!造形活動 コンピュータの前に集まって 小学校・図画工作科とコンピュータ・インターネット』佐藤幸江共著. 日本文教出版 2001
- 『調べてまとめて伝える力』 (キーワードで読む情報教育) 編著. 日本文教出版 2002
- 『情報教育とコーディネート』 (キーワードで読む情報教育) 編著. 日本文教出版 2002
- 『表現活動とコンピュータ』 (キーワードで読む情報教育) 編著. 日本文教出版 2002
- 『交流学習とインターネット』 (キーワードで読む情報教育) 編著. 日本文教出版 2002
- 『学習環境とコンピュータ』 (キーワードで読む情報教育)編著. 日本文教出版 2002
- 『総合的な学習と情報教育』 (キーワードで読む情報教育) 編著. 日本文教出版 2002
- 『インターネットと教育』 (キーワードで読む情報教育) 編著. 日本文教出版 2002
- 『ものづくりと子どもの学び』 (総合的な学習を創るシリーズ 第1巻)編著. 高陵社書店 2002
- 『調べてまとめてはっぴょう名人 小学生のためのプレゼンテーションbook』中村武弘共監修. ジャストシステム 2003
- 『パソコン大王の教科で使おうパソコン・デジカメ』監修. 岩崎書店 2003
- 『地域とのかかわりと子どもの学び』 (総合的な学習を創るシリーズ 第2巻)編著. 高陵社書店 2003
- 『らくらくかんたんパソコン授業 すぐに使える実践事例70』 (ジャストシステム情報教育シリーズ)編著. ジャストシステム 2003
- 『めざせ!編集長』 (光村の国語調べて、まとめて、コミュニケーション 3)高木まさき共監修. 光村教育図書 2004
- 『交流学習と子どもの学び』 (総合的な学習を創るシリーズ 第3巻)編著. 高陵社書店 2004
- 『学校間交流学習をはじめよう ネットの出会いが学びを変える』稲垣忠編著, 黒上晴夫,堀田龍也共監修. 日本文教出版 2004
- 『疑問調べ大作戦』 (光村の国語調べて、まとめて、コミュニケーション 2)高木まさき共監修. 光村教育図書 2004
- 『本当に子どもを伸ばすIT活用授業 バーチャル模造紙「わいわいレコーダー」ならできる! 実践事例27本!』堀田龍也共監修・編著 学習研究社 2004
- 『小学生が作ったホンモノパンフ 企業のパンフレット作りから生まれた子どもの学び』山本直樹,北川久一郎, 山田康子共著 高陵社書店 2005
- 『すぐできる!教育ブログ活用入門 おもしろかんたん学校からの情報発信』稲垣忠共編著 明治図書出版 2006
- 『授業力をグ～ンとupさせるデジタルコンテンツ活用法55』前田康裕共編著 明治図書出版 2007
- 『今日から始める「プリンタ&プロジェクター活用授業」』寺嶋浩介共編著 学習研究社 2008
- 『メディアで創造する力を育む 確かな学力から豊かな学力へ』北川久一郎,佐藤幸江, 前田康裕共編著 ぎょうせい 2008
- 『情報教育マイスター入門』藤村裕一,木原俊行共編著 ぎょうせい 2008
- 『電子黒板が創る学びの未来 新学習指導要領習得・活用・探究型学習に役立つ事例50』中橋雄共編著. ぎょうせい 2009
- 『デジタル教材で理科が変わる 新学習指導要領完全対応・授業づくり事例集』村井万寿夫共編著 ぎょうせい 2010
- 『コミュニケーション力指導の手引 小学校版』正続　村井万寿夫,秋元大輔, 山本朋弘共編著, コンピュータ教育開発センター監修. 高陵社書店 2011-2012
- 『ICT教育100の実践・実例集 デジカメ・パソコン・大型テレビ・電子黒板などを使った、今すぐ始められるICT教育 初心者から上級者まで』監修. フォーラム・A, 2011
- 『メディアと学校教育』苑復傑共編著. 放送大学教育振興会 2013
- 『ICTで伝えるチカラ 50の授業・研修事例集』監修. フォーラム・A, 2013
- 『情報化社会と教育』苑復傑共編著 放送大学教育振興会 2014
- 『タブレット端末で実現する協働的な学び xSyncシンクロする思考』寺嶋浩介, 佐藤幸江共編著 フォーラム・A, 2014
- 『タブレット端末を活用した21世紀型コミュニケーション力の育成』山本朋弘,佐和伸明,村井万寿夫共編著, 日本教育情報化振興会監修 フォーラム・A, 2015
- 『フィンランドの教育 教育システム・教師・学校・授業・メディア教育から読み解く』北川達夫,中橋雄共編著 フォーラム・A, 2016
- 『教育のためのICT活用』苑復傑共編著. 放送大学教育振興会 2017
- 『学びの資質・能力 ラーニング・トゥ・ラーン』北川達夫, 新井健一共著 東洋館出版社 2018
- 『タブレット端末を授業に活かすNHK for School実践事例62 ちゃんと活用できてますか?新しく配布されたタブレット端末!』今野貴之, 小林祐紀,佐和伸明共監修, NHK for School×タブレット端末活用研究プロジェクト 編著. NHK出版 2018

### 翻訳
- テイ・リー・ヨン, リム・チェー・ピン, カイン・ミント・スウィー編著『フューチャースクール シンガポールの挑戦』トランネット訳, 中川一史監訳. ピアソン桐原 2011

## 論文
- ＜中川一史